# Raritan (fleuve)
Pour les articles homonymes, voir Raritan.
Le Raritan est un des grands fleuves du centre du New Jersey, long de 112 km, qui prend sa source dans les montages de la partie centrale de l’État et qui se jette dans la baie de Raritan, dans l'océan Atlantique. Son bassin hydrographique recouvre l'essentiel des monts du centre de l’État.

## Hydrographie
Ce fleuve prend naissance à la confluence de deux vallées à l’ouest de Somerville, aux confins des banlieues de Bridgewater, de Branchburg et de Hillsborough. Il s'écoule approximativement sur 26 km avant de se fondre dans la vallée maritime de New Brunswick, et son estuaire s'étale encore sur 22,5 km à l’extrémité ouest de la Baie du Raritan, au niveau de South Amboy.
Le fleuve constituait une importante voie fluviale dès l’Amérique précolombienne. Raritan désigne d'ailleurs aussi les Raritans, une tribu algonquienne qui habitait Staten Island, près de l'embouchure du fleuve. À l’époque coloniale, le fleuve favorisa l'expansion d'une proto-industrie autour de New Brunswick, ainsi que le transport de matériel agricole depuis le centre du New Jersey. Au cours de la Guerre d'indépendance, il permit l’acheminement de troupes. Le creusement du Canal Delaware-Raritan le long de la rive droite (sud) a achevé la liaison fluviale entre New York et Philadelphie (Pennsylvanie) par le Delaware.
Des mesures ont été prises pour réduire la pollution et améliorer la qualité de l’eau : elle se sont traduites par une augmentation de la faune piscicole, où sont représentés (mais sans exclusive) l’achigan à grande bouche , la perche d'Amérique, le sunfish, le poisson-chat, la truite, le brochet maillé, l’anguille d'Amérique, la carpe et la perchaude. Il y a beaucoup de brochets dans certaines portions de la rivière : à Clinton et Califon, par exemple ; et un spécimen de la variété maskinongé a été pêché. La zone maritime de la Raritan abrite quelques migrateurs d'eau salée comme le bar rayé, le cardeau, l’acoupa royal et le tassergal. Récemment, les efforts des autorités se sont portés sur la reconstitution d'une faune de migrateurs d'eau douce, en supprimant plusieurs anciens barrages et en adjoignant aux retenues existantes des passes à poisson : on espère ainsi faire revenir des aloses, du bar rayé et des esturgeons. Plusieurs oiseaux et palmipèdes nidifient le long du fleuve. On trouve aussi dans la zone maritime plusieurs espèces de crustacés comme le crabe bleu, le crabe-violoniste et le crabe vert. L’écrevisse est présente plus en amont.
Le fleuve est utilisé pour les sports nautiques : l’équipe d’aviron de l’Université Rutgers, à Nouveau-Brunswick, s’y entraîne. Le fleuve est d'ailleurs un symbole de Rutgers, cité dans l’hymne universitaire On the Banks of the Old Raritan, qui évoque ses crues occasionnelles. Une comédie musicale, 1776 (jouée à Broadway en 1969) met en scène des insurgents se baignant dans la Raritan.
Les géologues estiment qu’il y a environ 6000 ans, la vallée inférieure du Raritan formait l’embouchure de l’Hudson. À la fin de la dernière glaciation, en effet, le détroit de Brooklyn n’était pas encore formé et l’Hudson s’écoulait parallèlement à la Watchung jusqu’au site de Bound Brook, avant d’emprunter le cours du Raritan vers l’est et la baie de New York.
Près de son embouchure, la rivière est traversée par le viaduc ferroviaire du New Jersey Transit, sur la ligne de North Jersey Coast ; le pont Victory, sur la Route 35 qui relie Perth Amboy à Sayreville ; le pont Edison, sur l’U.S. Route 9 qui relie la banlieue de Woodbridge à Sayreville ; et le pont Driscoll, sur la Garden State Parkway.

## Une ressource en eau vitale
Le Raritan est une des principales ressources en eau potable pour le centre du New Jersey. Il y a deux usines de traitement de l'eau, gérées par New Jersey American Water, situées à la confluence avec la Millstone, principal affluent du Raritan, au droit de Manville (New Jersey).
En période de sécheresse et de basses eaux, le débit du Raritan est maintenu par des lâchers d'eau depuis les barrages-réservoir de Round Valley et de Spruce Run, tous deux le long de la branche amont sud du fleuve, dans le Comté de Hunterdon, grâce à des rigoles d'alimentation. On maintient ces niveaux d'eau afin qu'en aval les usines de traitement de l'eau bénéficient d'apports suffisants.

## Les inondations

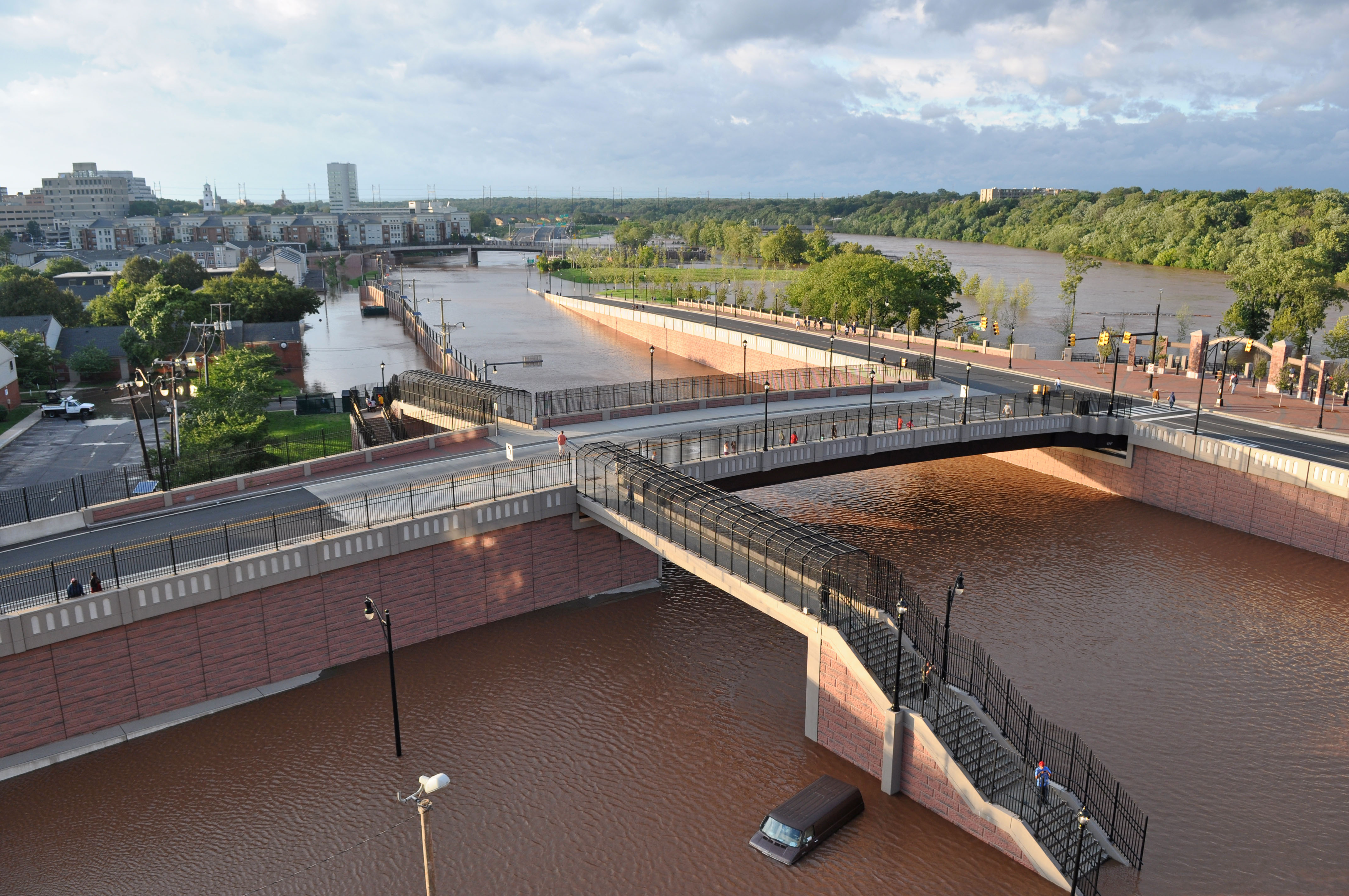
Désastres résultant de l’Ouragan Irene (2005) à New Brunswick
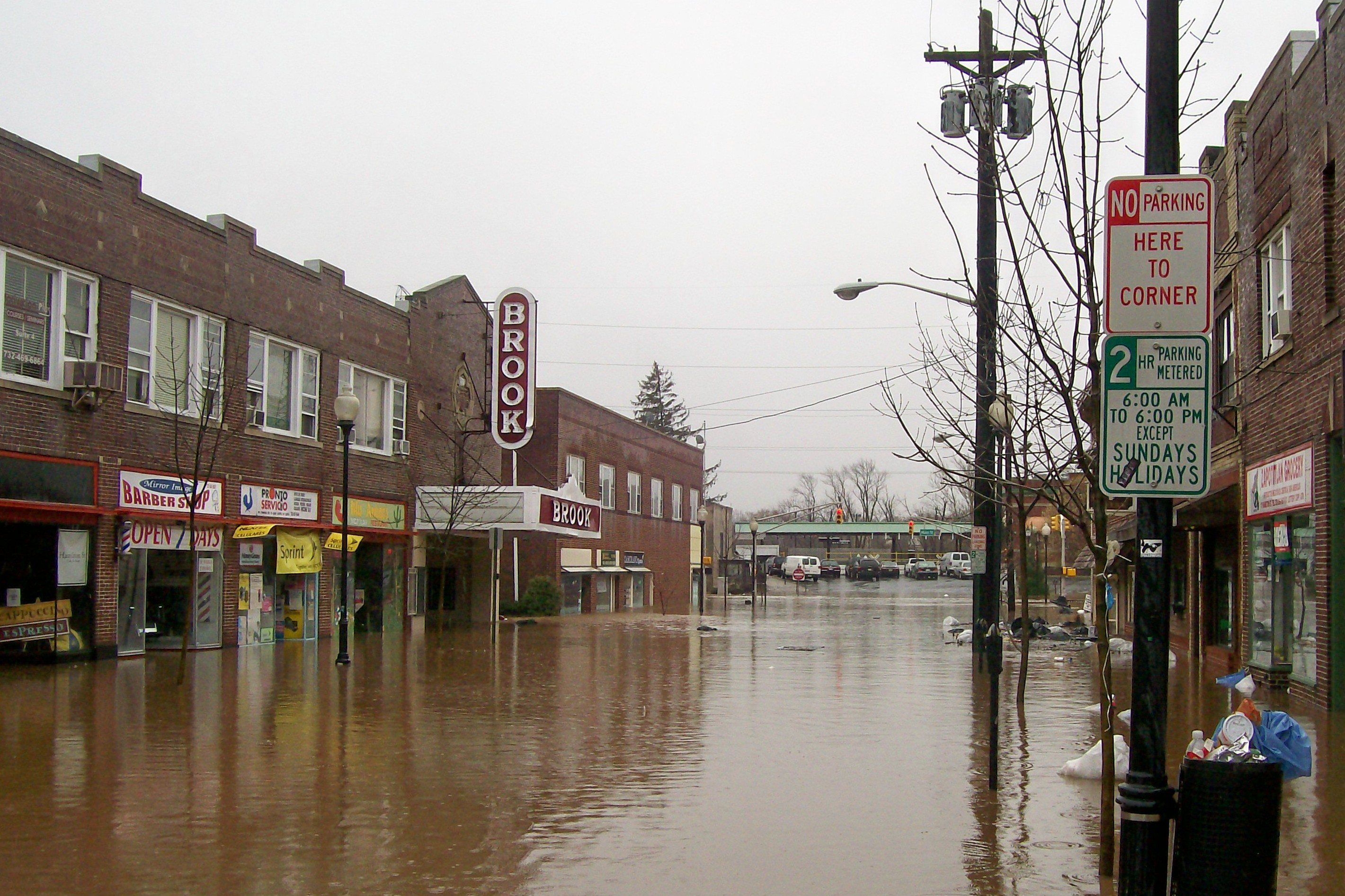
Inondation de la Raritan à Bound Brook, à la suite du passage du Nor'easter du printemps 2007,
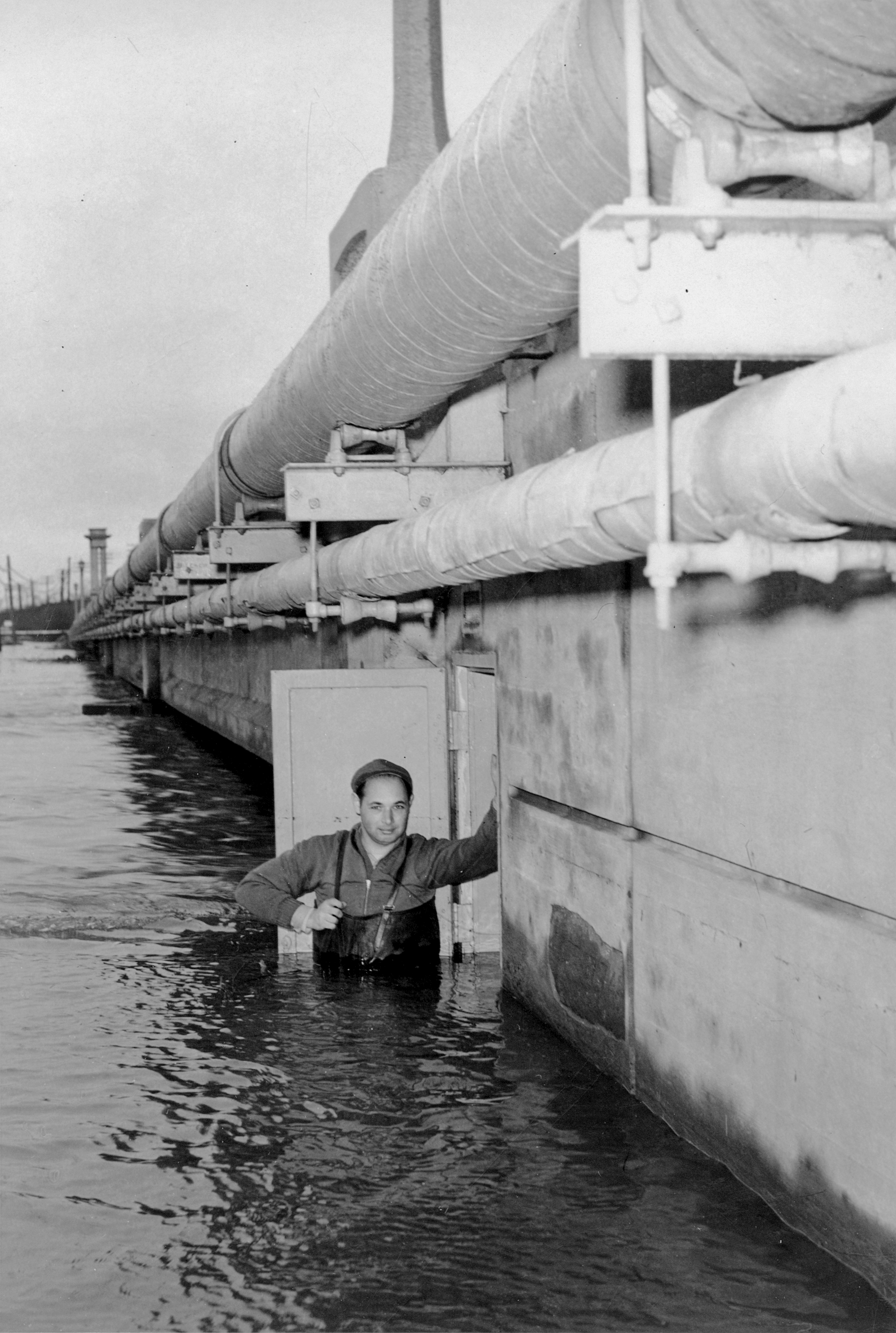
Un barragiste à la station de jaugeage du pont van Veghten à Manville lors de la crue du 31 décembre 1948.

Le Raritan déborde à chaque fois qu'un ouragan touche son bassin versant. Les inondations affectent principalement les villes de Bound Brook, qui s'étend en partie sur une plaine inondable à la confluence de plusieurs rivières, et de Manville, dont une des principales banlieues, Lost Valley, est bâtie sur une plaine inondable communiquant avec la confluence de la Raritan et la Millstone River. Les autres localités du bassin versant sont touchées à des degrés divers.
La cote de submersion record (13,10 m, soit 4,60 m au-dessus de la cote d'alerte), relevée après le passage de l’ouragan Floyd, au mois de septembre 1999, a relancé les études sur le projet de contrôle des crues de Green Brook, dimensionné pour contenir les crues d'une période de retour inférieure à 150 ans. Deux digues ont été érigées à l'intérieur du périmètre de Bound Brook, mais les travaux les plus importants pour le projet n'ont été commencés qu'en 2007 et ne seront pas terminés avant cinq ans.